# Museu Militar da Força Armada de El Salvador
O Museu Militar da Força Armada de El Salvador (em castelhano:  Museo Militar de la Fuerza Armada de El Salvador) está localizado na cidade de San Salvador, capital de El Salvador. Ocupa as instalações do antigo Quartel El Zapote, edifício que data dos anos 1920. A colecção do museu abarca catorze salas de exibições —algumas identificadas com nomes de militares destacados— e duas áreas interactivas. Ademais, neste lugar encontra-se o Monumento dos Próceres Nacionais e Praça Memorial.
Em 16 de junho de 1993, o presidente Alfredo Félix Cristiani Burkard, e sendo René Emilio Ponce o Ministro da Defesa Nacional, emitiu o decreto executivo número 65 que criou o Museu Militar da Força Armada de El Salvador como uma dependência do Departamento de História Militar do Ministério da Defesa Nacional, e destinou como sede do museu o prédio e edifícios do antigo Primeiro Regimento de Artilharia ou Quartel El Zapote que servia de Comando de Apoio de Transmissões da Força Armada.
A instituição foi fundada no ano 2002 e mostra ao público cerca de 35.000 peças, entre elas helicópteros, canhões, moedas ou bandeiras. Assim mesmo, destaca o Papamóvil utilizado pelo papa João Paulo II durante suas duas visitas a este país, e cópias da Declaração de Independência das Províncias da América Central e os Acordos de Paz de Chapultepec.